# Transporte en las islas Malvinas
Las Islas Malvinas tienen actualmente tres principales medios de transporte: terrestre, marítimo y aéreo. Existe un aeropuerto internacional, un aeropuerto de cabotaje, una serie de pistas de aterrizaje, un red de caminos en crecimiento y un servicio de ferry muy mejorado entre las dos islas principales.

## Transporte terrestre

### Carreteras

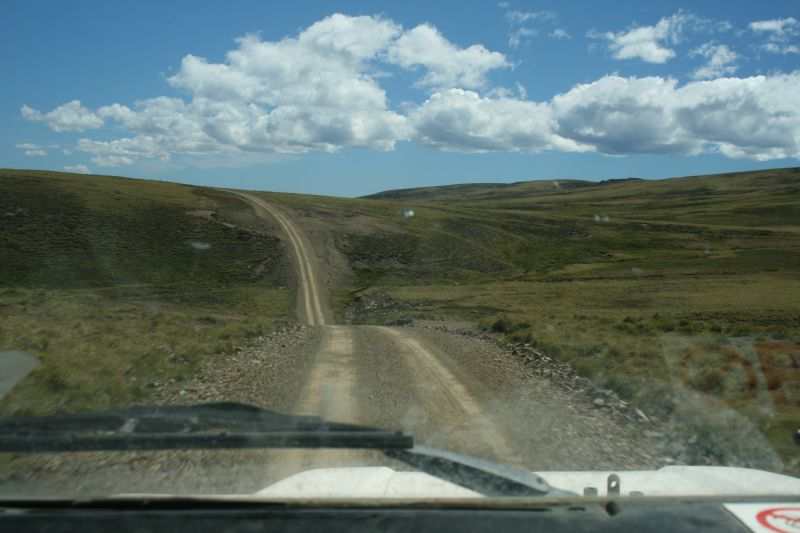
Típica carretera en las islas.

En 1982, las Islas Malvinas no tenían carreteras fuera de Puerto Argentino/Stanley, solo pistas. En 2007, las Islas Malvinas tenían una red de carreteras de 786 kilómetros (488 millas) con otras vías previstas y en construcción para conectar todos los principales asentamientos. En 2012, el Gobierno de las islas clasificaron los 802 kilómetros (536 millas) de la red vial - contando la isla Soledad con 489 km (304 millas) y la isla Gran Malvina 373 km (232 millas) - en las carreteras "A", las carreteras "B" y carreteras "C" a los efectos del Plan de Gestión de Activos. Las carreteras "A" son los 121 km (75 millas) que existen entre la capital y New Haven (en la isla Soledad) y los 78 km (48 millas) que existen entre Puerto Mitre y Bahía Fox (en la isla Gran Malvina). La carretera que conecta Puerto Argentino con Pradera del Ganso y la Base Aérea de Monte Agradable, como así también todas las calles dentro de Puerto Argentino están asfaltadas y todos los demás caminos son de grava en todo su recorrido. Ross Road es la principal arteria vial de la capital de las islas.
Puerto Argentino tiene dos servicios de taxi que pueden ser utilizados para los viajes dentro de la ciudad y sus alrededores. Una gran variedad de vehículos con tracción en las cuatro ruedas puede ser contratado en la ciudad, que son esenciales para los viajes por carreteras sin pavimentar que poseen muchos baches. Un bus con servicio de transbordo para pasajeros conecta el aeropuerto principal para los vuelos internacionales en Monte Agradable y Puerto Argentino/Stanley. las bicicletas se pueden alquilar, aunque debido a los caminos no pavimentados y el terreno montañoso, estos son más adecuados para su uso en la zona de la capital.
Los límites de velocidad son de 40 km/h (25 mph) en las zonas edificadas y 64 km/h (40 mph) en otros sitios.

### Vías férreas
El Ferrocarril Camber circuló en la Isla Soledad, a lo largo del lado norte de la rada de Puerto Argentino/Stanley entre 1915-1916 y fue utilizado hasta la década de 1920. Tenía alrededor de 5,6 km de largo y era de trocha angosta (610 mm). Su trazado sigue siendo visible.

## Transporte marítimo

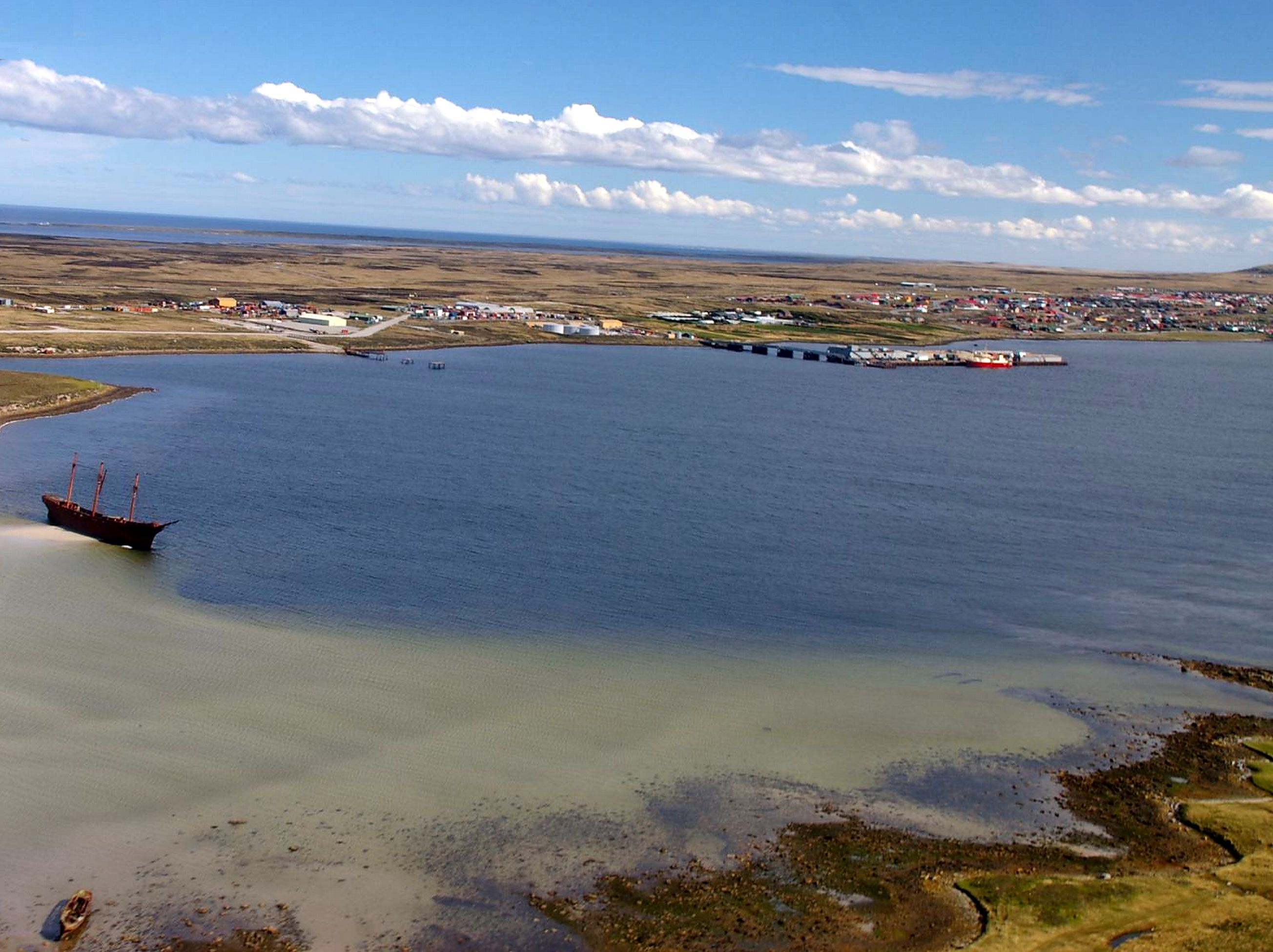
Rada de Puerto Argentino/Stanley.

Hay dos puertos principales en las Islas Malvinas, Puerto Argentino o Stanley (en la isla Soledad) y Bahía Fox (en la isla Gran Malvina). Los puertos designados en Puerto Argentino incluyen bahía de la Anunciación, Puerto Groussac y la propia Rada de Puerto Argentino/Stanley. Bahía Fox es también un punto de entrada en la aduana de Gran Malvina. Las islas no tienen una marina mercante.
Desde noviembre de 2008, un servicio regular de ferry ha vinculado las dos islas principales, llevando coches, pasajeros y carga. El ferry, MV Concordia Bay, funciona entre Puerto Mitre en Gran Malvina y Puerto Nuevo en Soledad. Tiene una terraza de 30 m de longitud y 10 m de ancho, suficiente para 16 One-Ten Land Rover (o equivalentes) y alojamiento para 30 pasajeros. El ferry tiene también una grúa que es capaz de levantar 10 toneladas a 7 m. Además, también visita a algunas de las islas más pequeñas.
Otros barcos más pequeños pueden ser fletados por adelantado.
Los cruceros turísticos suelen visitar muchas de las islas, haciendo uso de botes inflables, donde las instalaciones de conexión adecuadas no están disponibles.

## Transporte aéreo

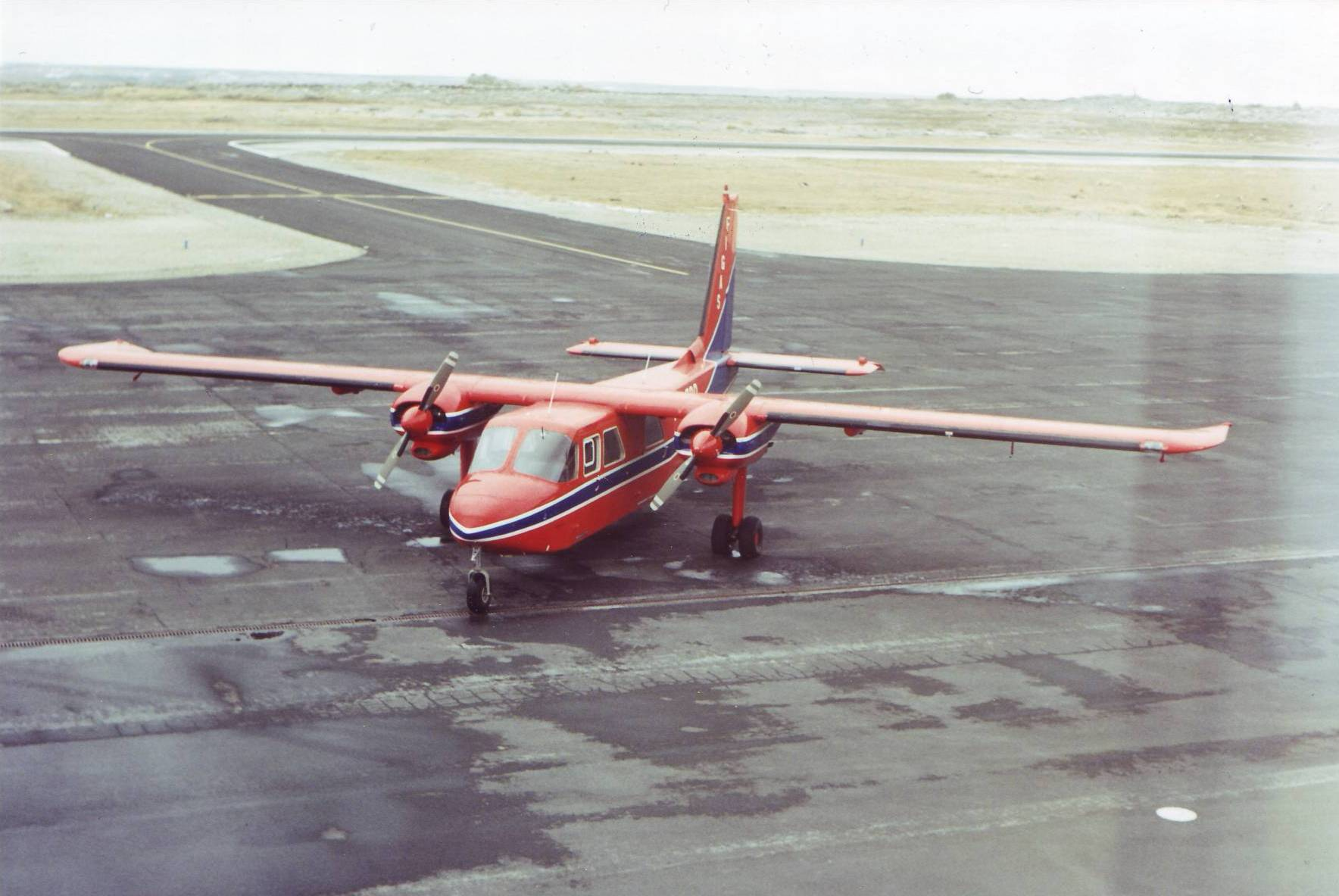
BN-2B Islander VP-FBD operado por Falkland Islands Government Air Service en Puerto Argentino/Stanley, 1994.

Las Islas Malvinas tienen dos aeropuertos con pistas pavimentadas. El principal aeropuerto internacional es la Base Aérea de Monte Agradable, a 43 km al oeste de Puerto Argentino/Stanley. LAN Airlines opera vuelos semanales a Punta Arenas. Anteriormente, una vez al mes, este vuelo también se detenía en Río Gallegos, en la Patagonia Argentina.
La Real Fuerza Aérea británica opera vuelos desde Monte Agradable a la Base Aérea de Brize Norton en Oxfordshire, Inglaterra, con una parada de recarga de combustible en la Base Aérea de Isla Ascensión. A partir de 2011, Air Seychelles opera la conexión aérea con Boeing 767. British International (Brintel) también opera dos helicópteros Sikorsky S61N, basado en Monte Agradable, bajo contrato con el Ministerio de Defensa del Reino Unido, sobre todo para mover el personal militar, equipos y suministros en torno a las islas.

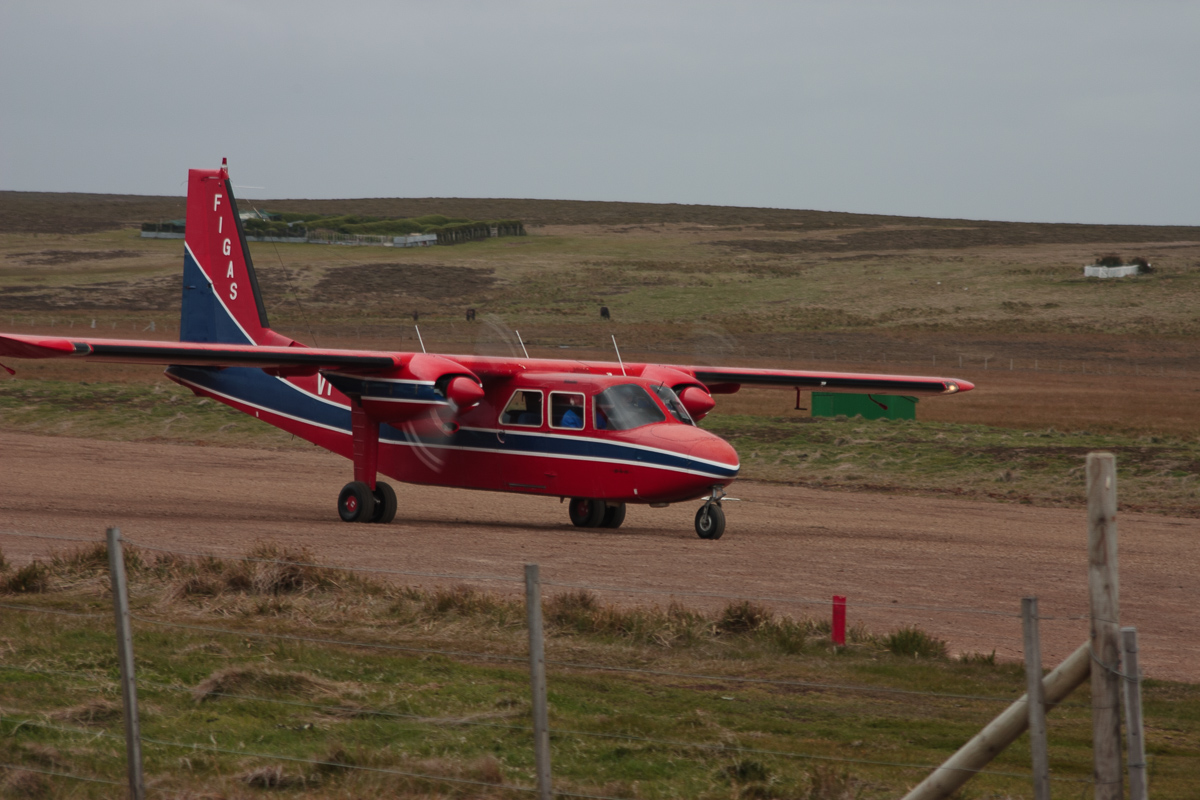
Un Britten-Norman Islander operado por FIGAS aterrizando en la Isla de los Leones Marinos.

Mientras que el más pequeño aeropuerto de Puerto Argentino/Stanley, ubicado fuera de la ciudad, se utiliza principalmente para vuelos internos. El Falkland Islands Government Air Service (FIGAS) opera aeronaves especiales (cinco Britten Norman Islander), ya que la mayoría de los asentamientos donde vuela poseen pistas de atterizaje de césped o tierra. Los horarios de vuelos se deciden con un día de antelación de acuerdo a las necesidades de los pasajeros y los horarios del día siguiente se publican cada noche. Los programas se basan en tres rutas - servicios de transporte: transfer Norte y transfer Sur, que cada uno tiene un vuelo diario, y el transfer Este - Oeste que tiene un vuelo a la mañana y otro a la tarde todos los días.
El British Antarctic Survey opera una conexión aérea transcontinental entre el aeropuerto de Puerto Argentino/Stanley y la Estación de Investigación Rothera en la Península Antártica y como así también otras bases británicas en la Antártida con un de Havilland Canada Dash 7.

### Historia de los vuelos interisleños
En diciembre de 1948 el gobernador colonial Miles Clifford decidió crear el Falkland Islands Government Air Service. El vuelo inaugural implicó un vuelo sanitario desde Brazo Norte hasta Puerto Argentino para llevar a una chica con peritonitis para que reciba ayuda médica en la capital.

### Historia de los vuelos desde la Patagonia Argentina

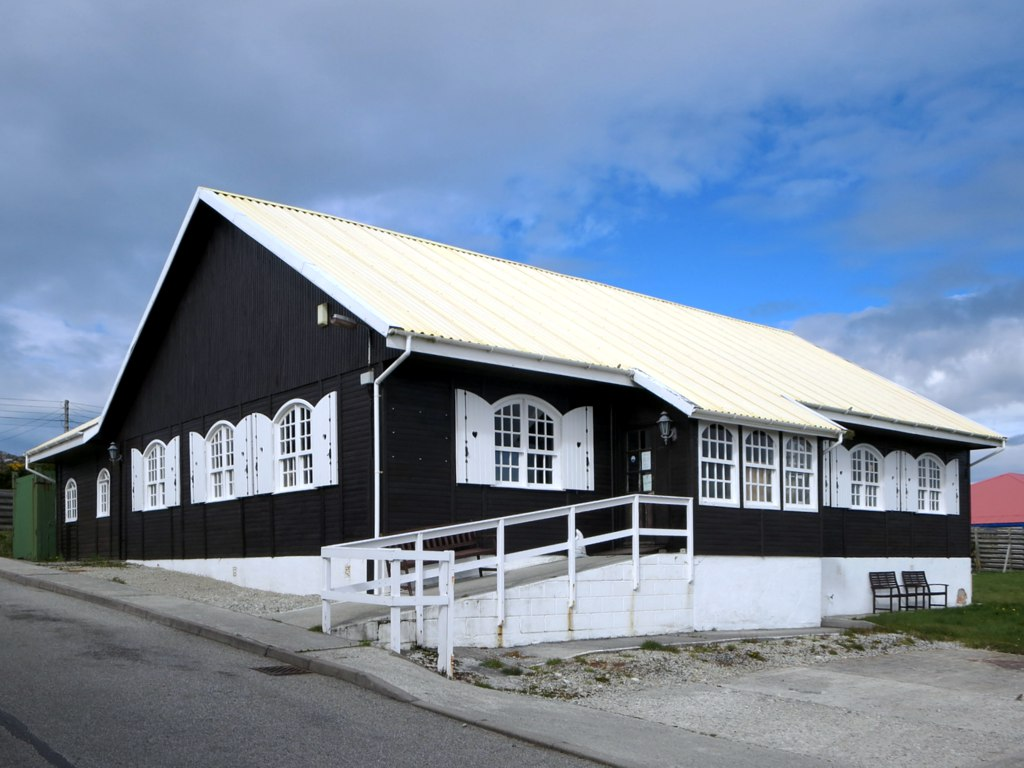
La «casa Britannia» («Britannia house»), es un edificio de techo amarillo y paredes negras, que se encuentra a 75 metros de la costa marina, a 300 m de la residencia del gobernador, y a 1700 m al oeste del muelle principal de la localidad. Fue construido en 1981 por el estado argentino, sirviendo como residencia del comodoro del aire argentino que representaba a LADE. Después de la guerra, fue sede de los comandantes de las fuerzas británicas hasta la inauguración de la Base Aérea de Monte Agradable y desde 1989 hasta 2014 fue la sede del Museo de las islas Malvinas.

Líneas Aéreas del Estado (LADE) de la Fuerza Aérea Argentina fue la única línea aérea argentina que mantuvo en forma permanente por más de una década una sucursal en la capital y una línea regular entre Puerto Argentino/Stanley en las Malvinas y Comodoro Rivadavia en la provincia del Chubut entre 1972 y 1982. Los vuelos se iniciaron por convenios internacionales y fueron interrumpidos por el conflicto del Atlántico Sur. Dichos vuelos rompieron el aislamiento aéreo de las islas, siendo la única conexión aérea con el continente. La sucursal fue la primera oficina estatal argentina en las Malvinas.
El 25 de mayo de 1970 en una nota publicada en el diario Clarín al entonces responsable de las operaciones de LADE, Brigadier Carlos Washington Pastor, manifestaba que se evaluaba la posibilidad de iniciar un servicio entre Río Gallegos y Puerto Stanley, pretendiendo llevar a cabo un «efecto flexibilizador» de la postura de los isleños. Mientras Argentina y Reino Unido negociaban, se realizaron estudios de factibilidad. Estos decían que la explotación de dichos vuelos sería deficitaria por un período de tres años y que se contemplaba la construcción de un aeropuerto en Puerto Argentino/Stanley para la operación de aeronaves con capacidad para 18 a 20 pasajeros, con una inversión de un millón de pesos argentinos (valores de la época). También se estipulaba que los vuelos desde Río Gallegos serían realizados semanalmente con aviones de compañías argentinas «autorizadas para explotar el cabotaje nacional».

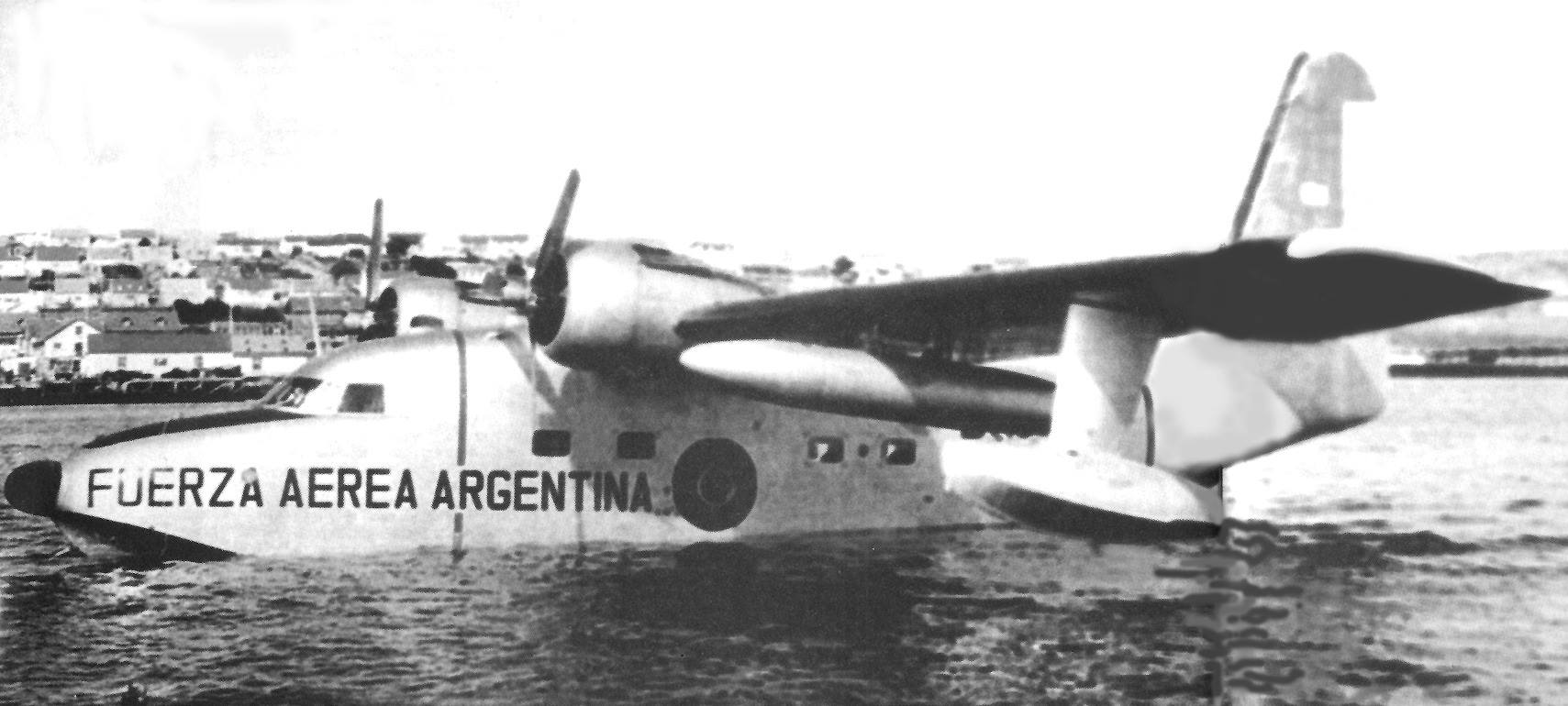
Un Grumman HU-16 Albatross en la costa de Puerto Argentino, esta aeronave fue la primera en realizar un vuelo regular de LADE a las islas.

El 15 de febrero de 1971, un hidroavión Grumman BS-03 Albatross argentino acuatizó en la rada de Puerto Argentino/Stanley desde Comodoro Rivadavia para enviar a un marino a Buenos Aires donde debía ser operado. En ese vuelo se transportaron algunas piezas postales. En abril de 1971 Argentina compró la pista de aluminio a la empresa estadounidense Harvey Alluminium Co. El costo fue de 700.000 dólares.
En junio, debido a recomendaciones de las Naciones Unidas, en Buenos Aires reuniones entre funcionarios argentinos y británicos. El 1 de julio se suscribió la Declaración Conjunta de Buenos Aires, donde se acordó crear una Comisión Especial, para el otorgamiento de un documento para ingresar y transitar dentro del territorio continental, franquicias impositivas para los viajeros, la atención del servicio postal, telegráfico y telefónico, el establecimiento de un servicio marítimo regular por parte del Reino Unido y de una línea aérea por parte de Argentina. La Fuerza Aérea Argentina tomó la responsabilidad de cumplir este último punto del acuerdo y ordenó la operación con aviones anfibios Grumman HU-16B Albatross hasta que se construyera una pista adecuada para aviones terrestres. De hecho, el acuerdo estipuló la construcción de un aeropuerto y el implementamieno de todo tipo de facilidades para su operación. Otros puntos también eran brindar facilidades para la salud y educación de los isleños y proveer a precios de fomento combustibles líquidos y gas envasado.
El primer servicio de forma irregular fue el 3 de julio cuando un hidroavión desde Comodoro Rivadavia (previas escalas en Río Gallegos y Tandil) transportó hacia las islas a los firmantes del tratado (tanto argentinos como isleños), retornando con pasajeros y correo. Este vuelo fue seguido por otros cinco durante el mismo año realizados con los BS-02 y BS-01. El 16 de noviembre, viajó una comisión especial técnica de la Royal Air Force, que evaluaría la construcción del aeropuerto.
El primer vuelo regular entre Comodoro Rivadavia y Puerto Stanley se inició el 12 de enero de 1972 con hidroaviones (Grumman HU-16 Albatross) que podían operar en tierra, nieve y agua con una frecuencia de dos servicios mensuales (segundo y cuatro martes de cada mes). A partir de entonces, se efectuaron vuelos sanitarios, transporte de pasajeros y cargas (correo, alimento, medicamientos). Los vuelos con los hidroaviones solían llevar 4 o 5 pasajeros. En octubre, LADE creó una oficina en Puerto Stanley, que se materalizó el 20 de noviembre en un terreno cedido por el gobierno isleño ubicado en la Costanera Ross, la principal calle de la ciudad. Allí se designó un Jefe de Agencia y se instaló un equipo de radio BLU. Al mismo tiempo se intentó incrementar el número de frecuencias mensuales. Hasta noviembre, se realizaron unos 30 vuelos con los Grumman Albatross.
El primer vuelo regular, con aviones turbohélice Fokker F-27 y reactores Fokker F-28, se realizó el 15 de noviembre de 1972, luego que la Fuerza Aérea Argentina construyera una pista provisoria con planchas metálicas de aluminio, donde se encuentra el actual Aeropuerto de Puerto Argentino/Stanley. A partir de allí, los servicios fueron semanales. La longitud limitada de la primera pista de aterrizaje del aeropuerto de Puerto Argentino/Stanley perjudicó a los reglamentos de peso de las aeronaves que operaban la ruta. Esto limitó el número de pasajeros transportados hasta un máximo de 22, junto con una reducción del volumen de correo y carga.
En 1973, al cumplirse el primer aniversario de la habilitación de la pista de aluminio, el Jefe del Estado Mayor de la Fuerza Aérea Argentina, Brigadier Roberto Donato Bortot, fue recibido por el gobernador de las Islas, Ernest Gordon Lewis, al descender del Fokker F-27 T-44 de LADE. En octubre de 1974 a bordo de un vuelo de LADE llegó a las islas un Citroën 2CV de fabricación argentina afectado a tareas de apoyo en la agencia de Puerto Stanley. También había un Dodge D200, también de fabricación argentina, llegado a las islas el año anterior. Esta pick up se convirtió en el primer vehículo argentino en las islas.
En 1975, el Congreso Nacional Argentino sancionó la Ley N.º 20887, solicitando la ampliación de la pista provisoria que la Fuerza Aérea Argentina construyera en Puerto Stanley, para darle una extensión de 1200 metros (ya que era de 700). El costo de la obra se estimó en 2.300.000 dólares y concluyó en octubre de 1976. Allí trabajaron personal de Fuerza Aérea Argentina, Ejército Argentino y Vialidad Nacional. A partir de entonces se realizaron vuelos de carga con aviones Hércules C-130. Esto permitió instalar las plantas de Gas del Estado y de Yacimientos Petrolíferos Fiscales (YPF). Además, se realizaron investigaciones por parte de la Sociedad Científica Argentina y hasta se designaron dos maestras para la enseñanza del idioma español en las escuelas de la isla.
En esos años, el representante de Gas del Estado en las islas, también era agente de LADE y delegado del Ministerio de Relaciones Exteriores argentino.
La pista provisoria se mantuvo hasta 1978, cuando una tormenta destrozó grandes áreas, quedanto inutilizable. El aeropuerto se inauguró al año siguiente, siendo construido por el gobierno británico. Los últimos vuelos regulares de LADE fueron los de los días 16, 23 y 30 de marzo de 1982. La noche de los días 20 y 21 de marzo, la cerradura de la sucursal fue violentada por un grupo de kelpers, quienes ingresaron a su interior, arriaron la bandera argentina de la oficina, cubriéndola con la enseña británica y escribieron frases violentas en las ventanas.
Entre el 23 y el 24 de marzo de 1982, días antes del inicio de la guerra, el Reino Unido pidió el retiro de LADE en las islas por la presencia argentina en Puerto Leith en el marco de la Operación Georgias.
A lo largo de las operaciones de la Fuerza Aérea Argentina en las islas antes de la guerra, hubo distintos vuelos con otro tipo de aeronaves, como el Lockheed C-130, Lear Jet y FMA IA50 Guaraní. Los números totales del servicio de LADE fueron 1.515 vuelos realizados (con un total de 3533 horas de vuelo), transportando 21.597 pasajeros y 465.763 kilogramos de carga.